# Ectinorus barrerai
Ectinorus barrerai är en loppart som först beskrevs av Jordan 1939.  Ectinorus barrerai ingår i släktet Ectinorus och familjen Rhopalopsyllidae. Inga underarter finns listade i Catalogue of Life.